# Vincent-Froideville
Vincent-Froideville est, depuis le 1er avril 2016, une commune nouvelle française située dans le département du Jura, dans la région culturelle et historique de Franche-Comté et la région administrative Bourgogne-Franche-Comté.
Son chef-lieu se situe à Vincent.
Depuis le 1er juin 2024 la commune est labelisée Territoire Engagé pour la Nature (TEN) pour ses nombreuses actions en faveur de la préservation de la biodiversité (création d'un verger de sauvegarde, restauration de mares, mise en place de fauche tardive...).

## Géographie

### Climat
Pour des articles plus généraux, voir Climat de la Bourgogne-Franche-Comté et Climat du département du Jura.
En 2010, le climat de la commune est de type climat des marges montargnardes, selon une étude du Centre national de la recherche scientifique s'appuyant sur une série de données couvrant la période 1971-2000. En 2020, Météo-France publie une typologie des climats de la France métropolitaine dans laquelle la commune est exposée à un climat semi-continental et est dans une zone de transition entre les régions climatiques « Bourgogne, vallée de la Saône » et « Jura ».
Pour la période 1971-2000, la température annuelle moyenne est de 10,8 °C, avec une amplitude thermique annuelle de 17,3 °C. Le cumul annuel moyen de précipitations est de 1 112 mm, avec 12,5 jours de précipitations en janvier et 8,7 jours en juillet. Pour la période 1991-2020, la température moyenne annuelle observée sur la station météorologique de Météo-France la plus proche, « Lombard », sur la commune de Lombard à 1 km à vol d'oiseau, est de 12,1 °C et le cumul annuel moyen de précipitations est de 1 128,6 mm. 
La température maximale relevée sur cette station est de 39,5 °C, atteinte le 24 juillet 2019 ; la température minimale est de −16,5 °C, atteinte le 5 février 2012,,.
Les paramètres climatiques de la commune ont été estimés pour le milieu du siècle (2041-2070) selon différents scénarios d'émission de gaz à effet de serre à partir des nouvelles projections climatiques de référence DRIAS-2020. Ils sont consultables sur un site dédié publié par Météo-France en novembre 2022.

## Urbanisme

### Typologie
Au 1er janvier 2024, Vincent-Froideville est catégorisée commune rurale à habitat dispersé, selon la nouvelle grille communale de densité à sept niveaux définie par l'Insee en 2022.
Elle est située hors unité urbaine. Par ailleurs la commune fait partie de l'aire d'attraction de Lons-le-Saunier, dont elle est une commune de la couronne,. Cette aire, qui regroupe 139 communes, est catégorisée dans les aires de 50 000 à moins de 200 000 habitants,.

## Histoire
Le 1er avril 2016, la commune est créée par la fusion des communes de Froideville, qui devient une commune déléguée, et de Vincent, qui en devient le chef-lieu.

## Politique et administration

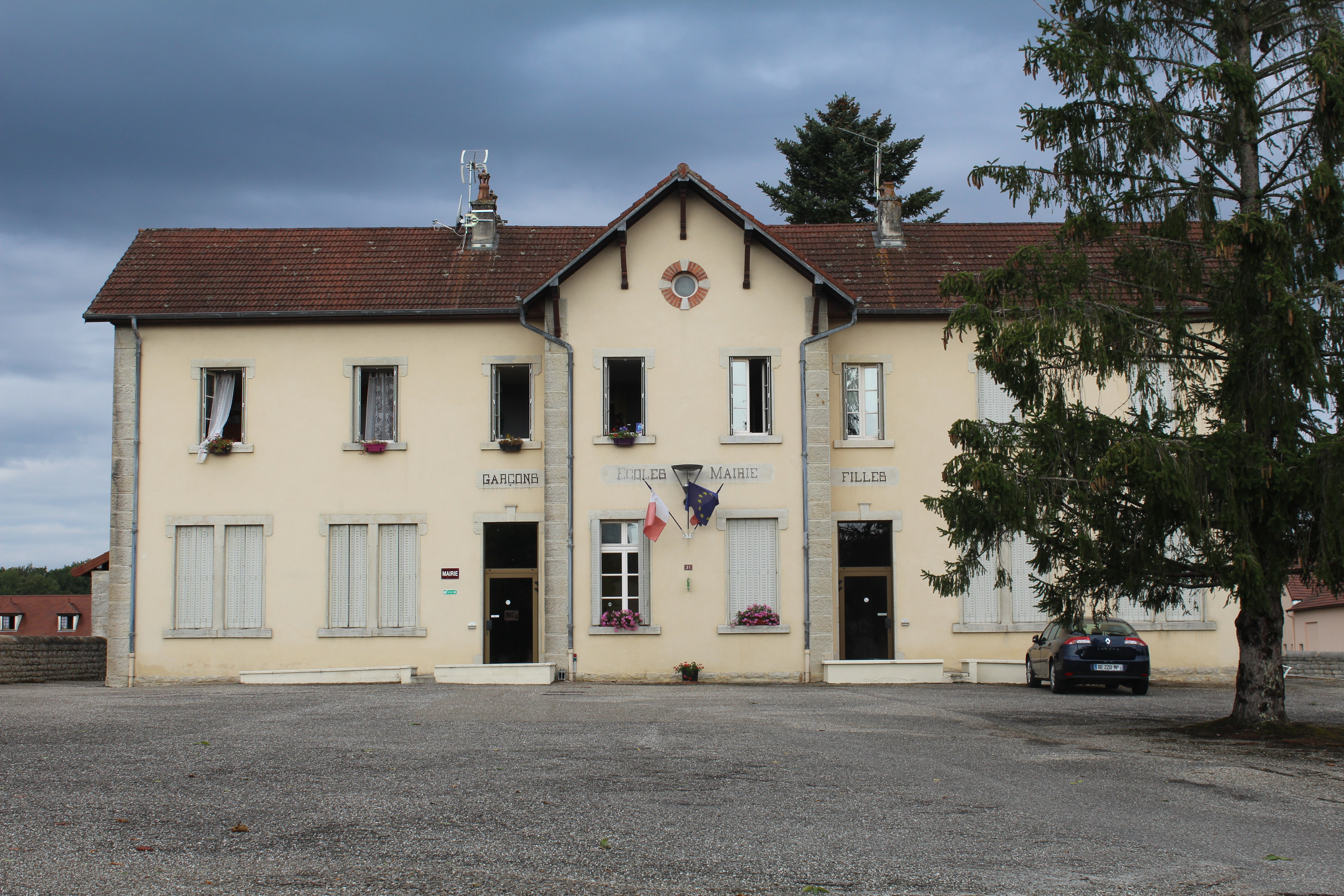
Mairie.

### Tendances politiques et résultats

#### Élections présidentielles
Le village de Vincent-Froideville place en tête à l'issue du premier tour de l'élection présidentielle française de 2017, Marine Le Pen (RN) avec 29,55 % des suffrages. Mais lors du second tour, Emmanuel Macron (LaREM) est en tête avec 53,48 %.

#### Élections régionales
Le village de Vincent-Froideville place la liste "Pour Une Région Qui Vous Protège" menée par Julien Odoul (RN), dès le 1er tour des élections régionales de 2021 en Bourgogne-Franche-Comté, avec 28,97 % des suffrages. Lors du second tour, les habitants décideront de placer la liste de "Notre Région Par Cœur" menée par Marie-Guite Dufay, présidente sortante (PS) en tête, avec cette fois-ci, près de 39.09 % des suffrages. Devant les autres listes menées par Julien Odoul (RN) en seconde position avec 30.00 %, Gilles Platret (LR), troisième avec 22,73 % et en dernière position celle de Denis Thuriot (LaREM) avec 8,18 %. Il est important de souligner une abstention record lors de cette élection qui n'ont pas épargné le village de Vincent-Froideville avec lors du premier tour 60,76 % d'abstention et au second, 61,71 %.

#### Élections départementales
Le village de Vincent-Froideville faisant partie du Canton de Bletterans place le binôme de Philippe Antoine (LaREM) et Danielle Brulebois (LaREM), en tête, dès le 1er tour des élections départementales de 2021 dans le Jura, avec 53,04 % des suffrages. Lors du second tour, les habitants décideront de placer de nouveau le binôme de Philippe Antoine (LaREM) et Danielle Brulebois (LaREM), en tête, avec cette fois-ci, près de 66,36 % des suffrages. Devant l'autre binôme menée par Josiane Hoellard (RN) et Michel Seuret (RN) qui obtient 33,64 %. Il est important de souligner une abstention record lors de cette élection qui n'ont pas épargné le village de Vincent-Froideville avec lors du premier tour 59,81 % d'abstention et au second, 61,39 %.
| Nom             | Code Insee | Intercommunalité    | Superficie (km2) | Population (dernière pop. légale) | Densité (hab./km2) |
| --------------- | ---------- | ------------------- | ---------------- | --------------------------------- | ------------------ |
| Vincent (siège) | 39577      | CC Bresse Revermont | 8,72             | 318 (2014)                        | 36                 |
| Froideville     | 39243      | CC Bresse Revermont | 2,97             | 71 (2014)                         | 24                 |

### Liste des maires de Vincent-Froideville
| Période | Période  | Identité        | Étiquette | Qualité |
| ------- | -------- | --------------- | --------- | ------- |
| 2016    | 2020     | Arlette Sauget  |           |         |
| 2020    | En cours | Alexandre Mulat |           |         |

### Intercommunalité
La commune fait partie de la communauté de communes Bresse Haute Seille.

## Culture locale et patrimoine
Article Hebdo39
Article Hebdo39
Article bresse haute seille
Cette section ne s'appuie pas, ou pas assez, sur des sources secondaires ou tertiaires indépendantes du sujet. Le texte peut contenir des analyses inexactes ou inédites de sources primaires.
Pour l'améliorer, ajoutez-en, ou placez des modèles {{Source secondaire souhaitée}} ou {{Source secondaire nécessaire}} sur les passages mal sourcés. (mai 2025)
Le P’tit musée de l'ancienne école communale de Froideville ouvre régulièrement ses portes aux visiteurs à l'occasion des Journées Européennes du Patrimoine, de la Nuit Européenne des Musées, les Rendez-vous à la Terre ou encore Contes en Chemin.
Ces dernières années le P’tit musée a proposé différentes expositions : l'école d'autrefois, les objets kitchs, l’histoire du Comté, les symboles de la République ou encore les objets Vintage.
Le P’tit musée est géré par l'association P’tit Musée et Patrimoine Vincent-Froideville.
Le P’tit musée occupe la salle de classe de l'ancienne école communale de Froideville qui a fermée au milieu des années 1970.